# Plaques de matrícula de les Illes Verges Nord-americanes
Les Plaques de matrícula de les Illes Verges Nord-americanes es componen des del 2023 d'un sistema de combinació alfanumèric format per tres lletres i tres xifres (ex. ABC 123) en que la primera lletra és una "C" (codi de Saint Croix), una "T" (codi de Saint Thomas) o una "J" (codi de l'illa de Saint John). Els caràcters són de color negre sobre una imatge gràfica reflectant formada per tres franges horitzontals de colors verd, blanc i carabassa. El nom del territori, "VIRGIN ISLANDS OF UNITED ESTATES", apareix centrat a la franja superior verda entre la bandera i l'escut, l'eslògan "175th EMANCIPATION" està centrat a la franja inferior carabassa.

## Història
El territori no incorporat de les Illes Verges Nord-americanes va exigir per primera vegada que els seus residents registressin els seus vehicles de motor i mostressin matrícules el 1917.

### Models de 1929 fins 1967
El 1956, el Canadà i els Estats Units d'Amèrica van arribar a un acord amb l'Associació Americana d'Administradors de Vehicles de Motor, l'Associació de Fabricants d'Automòbils i el Consell Nacional de Seguretat en que es concretava una mida única de les plaques de vehicles de passatgers a 150 mm per 300 mm (6 per 12 polzades), amb forats per poder-les muntar espaiats 180 mm (7 polzades), tot i que les dimensions o poden variar lleugerament segons la jurisdicció. Les Illes Verges també van adoptar aquests estàndards el 1956, després d'haver emès plaques de 6 per 12 polzades (amb forats de muntatge no estàndard) des del 1952.
| Imatge | Data d'expedició | Disseny                                                                                          | Lema                          | Combinació utilitzada | Notes |
| ------ | ---------------- | ------------------------------------------------------------------------------------------------ | ----------------------------- | --------------------- | --- |
|        | 1929             | Caràcters en blanc sobre fons negre.                                                             | Sense lema                    | 123                   | Plaques de mida 8" x 16". |
|        | 1932             | Caràcters en blanc sobre fons blau marí.                                                         | Sense lema                    | 123                   | Canvi de mides a 5 3/4" x 12". |
|        | 1933             | Caràcters en blanc sobre fons granat.                                                            | Sense lema                    | 123                   | Canvi de mides a 5 1/2" x 10 1/4". |
|        | 1934             | Caràcters en blanc sobre fons blau marí.                                                         | Sense lema                    | 123                   | Canvi de mides a 5 5/8" x 10". |
|        | 1935             | Caràcters en blau sobre fons blanc.                                                              | Sense lema                    | 123                   | Canvi de mides, les de Saint Croix a 5 1/2" x 10 1/4" i les de Saint Thomas a 6" x 12 1/2".                                                  |
|        | 1936             | Caràcters en groc sobre fons vermell.                                                            | Sense lema                    | 123                   | Canvi de mides, les de Saint Croix a 6" x 8 1/2" i les de Saint Thomas a 6 1/2" x 13".                                                       |
|        | 1937             | Caràcters en groc sobre fons negre.                                                              | Sense lema                    | 123                   | S'uniformitzen les mides a 5 1/2" x 11 3/4".                                                                                                 |
|        | 1938             | Caràcters en negre sobre fons blanc.                                                             | Sense lema                    | 123                   | Canvi de mides, les de Saint Croix a 6" x 8 1/2" i les de Saint Thomas a 5 1/2" x 11 3/4".                                                   |
|        | 1939             | Caràcters en blanc sobre fons granat.                                                            | Sense lema                    | 123                   | S'introdueixen per primer cop els prefixos "C" (per Saint Croix), "T" (per Saint Thomas i per Saint John) davant de la combinació numèrica.  |
|        | 1940             | Caràcters en blanc sobre fons negre.                                                             | Sense lema                    | 123                   | S'unifiquen les mides a 5 1/2" x 11 3/4". |
|        | 1941             | Caràcters en blau sobre fons blanc.                                                              | Sense lema                    | 123                   | |
|        | 1942–44          | Caràcters en blanc sobre fons blau.                                                              | Sense lema                    | 123                   | Revalidada pel 1943 amb negre sobre etiqueta negre/groga i pel 1944 amb adhesiu negre/blanc al parabrisa. Canvi de mides a 5 1/4" x 11 1/2". |
|        | 1945             | Caràcters en blanc sobre fons blau marí.                                                         | Sense lema                    | 123                   | Canvi de mides a 5" x 10 3/4". |
|        | 1946             | Caràcters en blau sobre fons ivori.                                                              | Sense lema                    | 123                   | |
|        | 1947             | Caràcters en blanc sobre fons negre.                                                             | Sense lema                    | 123                   | |
|        | 1948             | Caràcters en blau sobre fons ivori.                                                              | Sense lema                    | 123                   | |
|        | 1949             | Caràcters en platejat sobre fons negre.                                                          | Sense lema                    | 123                   | |
|        | 1950             | Caràcters en negre sobre fons groc.                                                              | Sense lema                    | 123                   | |
|        | 1951             | Caràcters en negre sobre fons carabassa.                                                         | Sense lema                    | 123                   | |
|        | 1952             | Caràcters en groc sobre fons verd.                                                               | "TROPICAL PLAYGROUND" a dalt. | 123                   | S'introdueix la placa de mides estàndard 6x12 polzades.                                                                                      |
|        | 1953             | Caràcters en verd sobre fons groc.                                                               | "TROPICAL PLAYGROUND" a dalt. | 1234                  | |
|        | 1954             | Caràcters en verd sobre fons blanc.                                                              | "TROPICAL PLAYGROUND" a dalt. | 1234                  | |
|        | 1955             | Caràcters en vermell sobre fons blanc.                                                           | "TROPICAL PLAYGROUND" a dalt. | 1234                  | |
|        | 1956             | Caràcters en blau sobre fons blanc.                                                              | "TROPICAL PLAYGROUND" a dalt. | 1234                  | |
|        | 1957             | Caràcters en negre sobre fons groc. "VIRGIN ISLANDS 57" centrat a baix.                          | "TROPICAL PLAYGROUND" a dalt. | 1234                  | |
|        | 1958             | Caràcters en negre sobre fons blanc. "VIRGIN ISLANDS 58" centrat a baix.                         | "TROPICAL PLAYGROUND" a dalt. | 1234                  | |
|        | 1959             | Caràcters en vermell sobre fons blanc. "VIRGIN ISLANDS 59" centrat a baix.                       | "TROPICAL PLAYGROUND" a dalt. | 1234                  | |
|        | 1960             | Caràcters en blanc sobre fons blau marí. "VIRGIN ISLANDS" centrat i "60" a l'extrem dret a baix. | "TROPICAL PLAYGROUND" a dalt. | 1234                  | |
|        | 1961             | Caràcters en marró sobre fons carabassa. "VIRGIN ISLANDS" centrat i "61" a l'extrem dret a baix. | "TROPICAL PLAYGROUND" a dalt. | 1234                  | |
|        | 1962             | Caràcters en blanc sobre fons verd. "VIRGIN ISLANDS" centrat i "62" a l'extrem dret a baix.      | "TROPICAL PLAYGROUND" a dalt. | 1234                  | Se substitueix el guionet que separa el prefix de les xifres per un petit rombre.                                                            |
|        | 1963             | Caràcters en blanc sobre fons blau marí. "VIRGIN ISLANDS" centrat i "63" a l'extrem dret a baix. | "VACATION ADVENTURE" a dalt.  | 1234                  | |
|        | 1964             | Caràcters en blanc sobre fons vermell. "VIRGIN ISLANDS" centrat i "64" a l'extrem dret a baix.   | "VACATION ADVENTURE" a dalt.  | 1234                  | |
|        | 1965             | Caràcters en verd sobre fons groc. "VIRGIN ISLANDS" centrat i "65" a l'extrem dret a baix.       | "VACATION ADVENTURE" a dalt.  | 1234                  | |
|        | 1966             | Caràcters en blanc sobre fons negre. "VIRGIN ISLANDS" centrat i "66" a l'extrem dret a baix.     | "VACATION ADVENTURE" a dalt.  | 1234                  | |
|        | 1967             | Caràcters en blanc sobre fons BLAU MARÍ. "VIRGIN ISLANDS" centrat i "67" a l'extrem dret a baix. | "VACATION ADVENTURE" a dalt.  | 1234                  | |

### Models de 1968 fins avui dia
| Imatge                                                    | Data d'expedició       | Disseny | Lema                                    | Combinació utilitzada | Notes |
| --------------------------------------------------------- | ---------------------- | --- | --------------------------------------- | --------------------- | --- |
|                                                           | 1968-70                | Caràcters en blanc sobre fons negre. "US VIRGIN ISLANDS 68" centrat a baix. | "AMERICAN PARADISE" centrat a dalt.     | 12345                 | Revalidada pel 1969 i 1970 amb etiquetes i sense el nombre corresponent a l'any. |
|                                                           | 1971-74                | Caràcters en blanc sobre fons blau marí. "US VIRGIN ISLANDS 71" centrat a baix. | "AMERICAN PARADISE" centrat a dalt.     | 12345                 | Es torna a introduir el guinet per separar el prefix de les xifres de la combinació. |
|                                                           | 1975–77                | Caràcters en blanc sobre fons verd llima. "US VIRGIN ISLANDS 75" centrat a baix. | "AMERICAN PARADISE" centrat a dalt.     | 12345                 | S'introdueixen el prefix "J" per les plaques de l'illa Saint John. Es revalida la placa pels anys 1976 i 1977 amb adhesius al parabrisa. Les plaques es continuen revalidant d'aquesta manera avui dia.                           |
|                                                           | 1978–80                | Caràcters en blau sobre fons blanc reflectant. "US VIRGIN ISLANDS 78" centrat a baix. | "AMERICAN PARADISE" centrat a dalt.     | 12345                 | El 1980 es va introduir el registre esglaonat mensual. |
| No hi ha cap imatge amb llicència lliure d'aquesta placa. | 1981-87                | Caràcters en verd sobre fons blanc reflectant. "US VIRGIN ISLANDS 81" centrat a baix. | "AMERICAN PARADISE" centrat a dalt.     | 12345                 | La cinquena xifra de la combinació utilitzada correspon al mes de caducitat de la llicència ("1" per gener, "2" per febrer i així successivament fins a "0" per a octubre).[4] Aquesta pràctica es va mantenir fins a l'any 2000. |
|                                                           | 1988–93                | Caràcters en vermell sobre fons blanc reflectant. "US VIRGIN ISLANDS 88" centrat a baix. | "AMERICAN PARADISE" centrat a dalt.     | 12345                 | |
|                                                           | 1994–99                | Caràcters en vermell sobre una imatge gràfica reflectant blanca. "U.S. VIRGIN ISLANDS" centrat a dalt. | "AMERICAN PARADISE" centrat a baix.     | 12345                 | La imatge gràfica mostra la silueta de les illes en blau. |
| No hi ha cap imatge amb llicència lliure d'aquesta placa. | 2000–05                | Caràcters en negre sobre una imatge gràfica reflectant groga. "U.S. VIRGIN ISLANDS" centrat a dalt. | "Our Islands, Our Home" centrat a baix. | CAB-123               | La primera lletra de la combinació és una "C", una "T" o una "J" segona l'illa d'expedició de la placa. |
|                                                           | 2006-abril 2006        | Caràcters en negre sobre una imatge gràfica reflectant blava. "U.S. Virgin Islands" centrat a dalt. | CAB-123                                 |                       | |
| No hi ha cap imatge amb llicència lliure d'aquesta placa. | abril 2016-febrer 2023 | Caràcters en blanc sobre una imatge gràfica reflectant blava. "VIRGIN ISLANDS OF THE UNITED STATES" centrat a dalt. | "TRANSFER CENTENNIAL" centrat a baix.   | CAB-123               | Commemora el centenari de la transferència de les illes Verges de Dinamarca als Estats Units d'Amèrica, que va tenir lloc el 31 de març de 1917.                                                                                  |
| No hi ha cap imatge amb llicència lliure d'aquesta placa. | març 2023-avui dia     | Caràcters en negre sobre una imatge gràfica reflectant formada per tres franges horitzontals, varda la superior, blanca la del mig i carabassa la inferior. "VIRGIN ISLANDS OF THE UNITED STATES" centrat a dalt entre la bandera i l'escut, logotip dels 175 anys d'emancipació entre la combinació. | "175th EMANCIPATION" centrat a baix.    | CAB-123               | Commemoració del 175è aniversari d'emancipació de les illes. |

## Altres tipus

### Especials
Actualment el territori no adscrit de les Illes Verges Nord-americanes ofereix 21 models diferents de plaques especials per a automòbils i quatre per a motocicleta.